# Andreas Nagora
Andreas Nagora ist ein ehemaliger deutscher Handballspieler.

## Werdegang
Nagora entstammte der Nachwuchsabteilung der BSG Elektronik Teltow. Er wurde Nationalspieler der Deutschen Demokratischen Republik und errang mit dieser bei der Weltmeisterschaft 1986 den dritten Platz.
In der Oberliga war Nagora Mitglied des ASK Frankfurt/Oder und wechselte 1990 in die Bundesrepublik zum Bundesligisten SV Blau-Weiß Spandau.